# Operatie Garlic
Operatie Garlic was een aanval op het Dortmund-Eemskanaal door het 617e Squadron die uitgevoerd werd van 14 tot 16 september 1943. De operatie werd als een mislukking beschouwd. Het kanaal had bijna tot geen schade en het 617e Squadron verloor 5 van de 8 vliegtuigen die deelnamen aan de operatie.

## Achtergrond
Het Dortmund-Eemskanaal was een belangrijke industriële vervoersweg. Hierdoor was dit een zeer interessant doelwit. Men dacht dat als men meerdere bommen van 5500 kg zouden droppen op het aquaduct dat het kon breken. De bommen moesten van lage hoogte gedropt worden wegens het niet-aerodynamische ontwerp van de bommen.

## Verloop
De aanval werd ingezet door acht Avro Lancaster-bommenwerpers van het 617e Squadron, ondersteund door zes de Haviland Mosquito-vliegtuigen van het 418e en 605e Squadron. De aanval werd gepland in de nacht van 14 op 15 september. Terwijl de vliegtuigen al boven de Noordzee vlogen, werden ze teruggeroepen wegens mist boven het doelwit. Het doel was niet zichtbaar vanuit de lucht. Toen ze terugkeerden, stortte het toestel van Squadron Leader (S/Ldr) Maltby in zee. Alle bemanningsleden kwamen hierbij om het leven. Flight Lieutenant (F/Lt) Shannon en zijn bemanning cirkelden twee uur over het wrak tot het reddingsteam arriveerde. Het lichaam van Maltby werd als enige gevonden.
De aanval werd de volgende nacht opnieuw ingezet. Het plan was om de groep op te splitsen nabij Münster, daar waar ook het kanaal in twee takken splitste. Bij elke groep van vier Lancasters vlogen drie Mosquitos en nog twee Lancasters als reserve. Het hoofddoel van de Mosquito's was om de Lancasters te verdedigen tegen luchtafweer. Het zicht boven het doel was ook bij de tweede poging slecht, waardoor het onmogelijk was om de locatie juist te bepalen. Hierdoor misten heel wat bommen het doelwit en had het aquaduct amper schade, waardoor Operatie Garlic als een mislukking werd beschouwd. Alle Mosquito's kwamen veilig terug..

## Deelnemende vliegtuigtoestellen
| S/Ldr G W Holden | Nee | Leider. Werd neergeschoten door luchtafweer                                                                               |  |              |    |                                                                      |
| S/Ldr Maltby     | Nee | Adjudant. Neergestort op de terugweg na de eerste aanval op 14 september                                                  |  |              |    |                                                                      |
| P/O Knight       | Nee | Toestel liep schade na aanraking met een boom. De bemanning kon nog springen maar Knight kon het toestel niet meer landen |  |              |    |                                                                      |
| F/Lt Wilson      | Nee | Vroeg toestemming om aan te vallen, daarna werd het niets meer van toestel gehoord                                        |  |              |    |                                                                      |
| F/Lt Allsebrook  | Nee | Dropte zijn bommen, maar daarna kon er geen contact meer gemaakt worden                                                   |  | F/Lt Shannon | Ja | Shannon kon zijn bommen droppen, maar deze ontploften op het jaagpad |
| F/Lt Martin      | Ja  | Nam het commando over nadat de rest neergeschoten werd                                                                    |  |              |    |                                                                      |
| P/O Rice         | Ja  | Kon het doel door het slechte weer niet vinden en is teruggekeerd                                                         |  |              |    |                                                                      |